# デイリー・ブリント
デイリー・ブリント（Daley Blind, 1990年3月9日 - ）は、オランダ・アムステルダム出身のサッカー選手。ラ・リーガ・ジローナFC所属。元オランダ代表。ポジションはDF。
父は元オランダ代表監督で、かつてアヤックスでディフェンダーとしてプレーしたサッカー選手であるダニー・ブリント。ファーストネームはしばしばダレイやデリーと表記されるが、ダレイではなくデイリーと発音される。
2013年にA代表デビューを飾り、2014 FIFAワールドカップ、2022 FIFAワールドカップに出場した。

## クラブ経歴

### アヤックス
アムステルダムに生まれ、父親と同じ地元にあるアヤックスの下部組織に加入した。2007-08シーズンは正式にはBジュニア所属であったが、多くをAジュニアで過ごし、2008-09シーズンにトップチームへ昇格した。ユースチームではミッドフィールダーを務め、守備的な中盤のポジションなどを担うことが多かった。将来性を高く評価されたブリントは2007年にはリザーブチームであるヨング・アヤックスでキャプテンを務め、17歳であった2007年3月に2010年7月1日までのプロ契約を結んだ。
2008年12月7日に行われたアウェイのFCフォレンダム戦でエヨング・エノーと61分に交代で出場し、トップチームデビューを飾った。試合は出場した3分後にブリントが獲得したコーナーキックからヤン・フェルトンゲンの決勝ゴールが生まれ、アヤックスは2-1で逆転勝利を挙げた。2008年12月19日には2013年6月30日まで契約を延長した。

### フローニンゲン
2010年1月5日、2009-10シーズン終了までFCフローニンゲンへの期限付き移籍が決定した。フローニンゲンでは右サイドバックを務めることが多かった。アヤックスから150万ユーロの移籍金でフローニンゲンへ完全移籍することで話がまとまりつつあったが、最終的に実現することはなかった。

### アヤックス復帰後

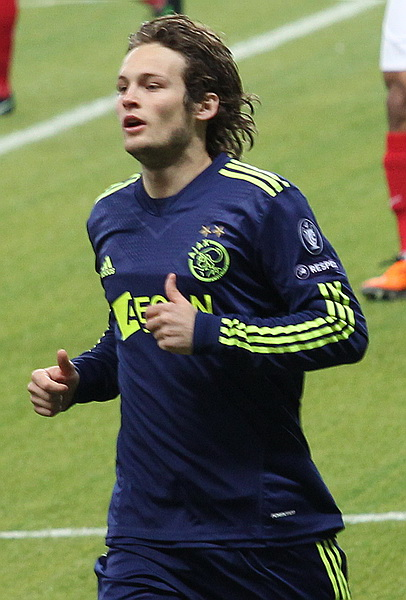
アヤックスでプレイするブリント（2011年）

アヤックスに復帰したブリントは、2010-11シーズン、2011-12シーズンのエールディヴィジ2連覇に貢献した。ブリントにとって1度目の優勝はアヤックスの30度目のリーグ優勝であったが、ブリント自身はファンからブーイングを浴びてピッチを去ることもあった。しかし、ブリントはフランク・デ・ブール監督の信頼を得て徐々に出場機会を増やし、2012-13シーズンには左サイドバックのレギュラーポジションを掴んだ。
2013年4月23日、マルク・オーフェルマルスはブリントと2016年の夏までとなる3年間の契約延長に合意したことを発表した。5月5日にはヴィレムIIを5-0で降し、1節を残してエールディヴィジ3連覇、アヤックスにとって32度目となるリーグタイトル獲得を決定した。そのシーズン、ブリントはクラブの年間最優秀選手に選出された。
2013-14シーズンは本来のポジションである中盤で起用され、ブリントはオランダ年間最優秀選手賞に選出される活躍を披露し、アヤックスはリーグ戦4連覇を達成した。

### マンチェスター・ユナイテッド
2014年8月30日、メディカルチェックと個人合意を残すものの、マンチェスター・ユナイテッドとアヤックスはブリントの移籍について合意したことを発表し、9月1日に1,380万ポンドの移籍金で正式に移籍が決定した。9月14日に行われたクイーンズ・パーク・レンジャーズ戦でデビューを果たし、4－0の勝利に貢献した。この勝利はチームにとってシーズン初となる勝利であった。10月20日に行われたウェスト・ブロムウィッチ・アルビオン戦で初ゴールを記録し、ブリントのゴールによりチームは2-2で引き分けた。
11月16日に行われたUEFA EURO 2016予選のラトビア代表戦で膝の靭帯を負傷し、2014年の残りのシーズンを欠場する見込みとなった。2015年1月11日に行われたサウサンプトン戦で復帰し、最終ラインでフル出場を果たしたが、チームは0-1で敗れた。2月8日に行われたウェストハム・ユナイテッド戦ではアディショナルタイムに1-1となる同点ゴールを記録した。2015年9月12日のリヴァプール戦ではシーズン初ゴールを決め、勝利に貢献、マンオブザマッチに選ばれた。2016-17シーズンのサンダーランド戦にてシーズン初ゴールを記録した。UEFAヨーロッパリーグ 2016-17決勝でも先発としてプレー、優勝に貢献、大会のベストイレブンにも選ばれた。
2017-18シーズンはジョゼ・モウリーニョ監督の構想を外れ出場機会を大幅に減らしたが、10月31日チャンピオンズリーグ（CL）グループステージ第4節、ベンフィカとの対戦ではPKで得点を決めた。

### アヤックス復帰から退団以降
2018年7月17日、古巣アヤックスに復帰した。契約期間は4年間、移籍金は1600万ユーロ。2018年12月16日のデ・フラーフスハップ戦ではキャリアで初のハットトリックを決める活躍を見せた。KNVBカップ決勝のヴィレムII戦では先制ゴールを決めて優勝に貢献した。チャンピオンズリーグでも準決勝に進出、トッテナムに逆転負けで決勝進出をあと一歩で逃した。リーグ戦では優勝に貢献しリーグのベストイレブンに選出された。2019-20シーズン、ヨハン・クライフ・スハールのPSV戦でチームの2点目となるミドルシュートを決め優勝に貢献した。UEFAチャンピオンズリーグ・グループステージ第6節バレンシア戦後に心筋炎と診断され、皮下植え込み型除細動器の処置を受け、約2ヶ月間欠場した。2022-23年度シーズン限りでチームと契約が切れることから、チームとの話し合いの末、シーズン途中での退団を決めた。移籍先として浦和レッズ移籍が進んでいたが破談になったと報じられた。またレアル・ソシエダなどの名前も報じられたが、ブンデスリーガのFCバイエルン・ミュンヘンに2022-23シーズン終了までの契約で加入することとなった。しかし、獲得を希望したナーゲルスマン監督が退任後、トーマス・トゥヘル監督体制では1試合も起用されないままシーズンを終えた。2023年7月7日、ジローナFCへ加入し、2年契約を結んだ。開幕戦からレギュラーとして起用され、1月3日、リーグ第19節のアトレティコ・マドリードとの対戦で移籍後初得点を挙げて勝利した。

## 代表経歴

### ユース
2007年にはU-17オランダ代表としてUEFA U-17欧州選手権に出場した。出場停止のグループリーグ初戦をスタンドで見守り、2戦目のU-17アイスランド代表戦では2得点を挙げたが、その試合で足首を負傷して残り試合を欠場する羽目になった。2010年にはU-21オランダ代表としてUEFA U-21欧州選手権予選に臨んだが、予選を通して控え選手という立場は変わらなかった。10月13日のU-21ポーランド代表戦 (4-0)ではクラブでチームメイトのシーム・デ・ヨングとの途中交代で同予選初出場を飾った。

### A代表
それまでも招集された経験はあったが、2013年2月6日にアムステルダム・アレナで行われたイタリア代表との親善試合に左サイドバックとして出場し、A代表デビューを飾った。試合は1-1で引き分け、ブリントはフル出場を果たした。
2014 FIFAワールドカップ・ヨーロッパ予選ではイェトロ・ウィレムスからポジションを奪い、4試合に出場した。2014年6月に2014 FIFAワールドカップのメンバーに選出され、初戦のスペイン代表戦に左ウイングバックのポジションで出場し、ロビン・ファン・ペルシとアリエン・ロッベンのゴールをアシストし、5-1の勝利に貢献した。2014年7月13日に行われたブラジル代表との3位決定戦でチームの2ゴール目を挙げ、代表のアシスタントコーチを務めていた父ダニー・ブリントが見守る中、代表初ゴールを記録した。
2018-19のUEFAネーションズリーグでは決勝でポルトガルに敗れたが、決勝進出に貢献。
2022年11月、2022 FIFAワールドカップに臨むオランダ代表に招集され、決勝トーナメント1回戦、アメリカ戦では1ゴール1アシストを決めてベスト8入りに貢献した。
2024年、UEFA EURO 2024ではルーマニア戦に出場したが、大会終了後に代表引退を決断した。

## 個人成績
2022年6月1日時点
| アヤックス・アムステルダム     | エールディヴィジ | 2008–09  | 5          | 0          | 0          | 0          | 1          | 0          | -          | -          | 6      | 0      |      |      |
| アヤックス・アムステルダム     | エールディヴィジ | 2009–10  | 0          | 0          | 0          | 0          | 0          | 0          | -          | -          | 0      | 0      |      |      |
| FCフローニンゲン               | エールディヴィジ | 2009–10  | 17         | 0          | 0          | 0          | -          | -          | 2          | 0          | 19     | 0      |      |      |
| アヤックス・アムステルダム     | エールディヴィジ | 2010–11  | 10         | 0          | 4          | 0          | 4          | 0          | 0          | 0          | 18     | 0      |      |      |
| アヤックス・アムステルダム     | エールディヴィジ | 2011–12  | 21         | 0          | 1          | 0          | 3          | 0          | 1          | 0          | 26     | 0      |      |      |
| アヤックス・アムステルダム     | エールディヴィジ | 2012–13  | 34         | 2          | 3          | 0          | 8          | 0          | 1          | 0          | 46     | 2      |      |      |
| アヤックス・アムステルダム     | エールディヴィジ | 2013–14  | 29         | 1          | 6          | 0          | 8          | 0          | 1          | 0          | 44     | 1      |      |      |
| クラブ                         | リーグ           | シーズン | 国内リーグ | 国内リーグ | FAカップ   | FAカップ   | 国内カップ | 国内カップ | 欧州カップ | 欧州カップ | その他 | その他 | 通算 | 通算 |
| マンチェスター・ユナイテッドFC | プレミアリーグ   | 2014–15  | 25         | 2          | 0          | 0          | 0          | 0          | -          | -          | -      | -      | 29   | 2    |
| マンチェスター・ユナイテッドFC | プレミアリーグ   | 2015–16  | 35         | 1          | 7          | 1          | 2          | 0          | 12         | 0          | -      | -      | 56   | 2    |
| マンチェスター・ユナイテッドFC | プレミアリーグ   | 2016-17  | 23         | 1          | 1          | 0          | 3          | 0          | 11         | 0          | 1      | 0      | 39   | 1    |
| マンチェスター・ユナイテッドFC | プレミアリーグ   | 2017-18  | 7          | 0          | 1          | 0          | 3          | 0          | 6          | 1          | 0      | 0      | 17   | 1    |
| クラブ                         | リーグ           | シーズン | 国内リーグ | 国内リーグ | 国内カップ | 国内カップ | 欧州カップ | 欧州カップ | その他     | その他     | 通算   | 通算   |      |      |
| クラブ                         | リーグ           | シーズン | 出場       | 得点       | 出場       | 得点       | 出場       | 得点       | 出場       | 得点       | 出場   | 得点   |      |      |
| アヤックス・アムステルダム     | エールディヴィジ | 2018–19  | 34         | 5          | 5          | 1          | 18         | 0          | 0          | 0          | 57     | 6      |      |      |
| アヤックス・アムステルダム     | エールディヴィジ | 2019–20  | 20         | 0          | 2          | 0          | 11         | 0          | 1          | 0          | 34     | 1      |      |      |
| アヤックス・アムステルダム     | エールディヴィジ | 2020–21  | 23         | 1          | 3          | 0          | 8          | 0          | 1          | 0          | 34     | 1      |      |      |
| アヤックス・アムステルダム     | エールディヴィジ | 2021–22  | 34         | 1          | 3          | 0          | 8          | 1          | 1          | 0          | 46     | 2      |      |      |
| 通算                           | 通算             | 通算     | 320        | 14         | 40         | 2          | 98         | 2          | 8          | 1          | 474    | 19     |      |      |

## 代表歴

### 出場大会
- オランダ代表
  - 2014 FIFAワールドカップ
  - 2022 FIFAワールドカップ

### 試合数
- 国際Aマッチ 104試合 3得点（2013年-）[42]

| オランダ代表 | 国際Aマッチ | 国際Aマッチ |
| 年           | 出場        | 得点        |
| ------------ | ----------- | ----------- |
| 2013         | 8           | 0           |
| 2014         | 17          | 2           |
| 2015         | 9           | 0           |
| 2016         | 8           | 0           |
| 2017         | 10          | 0           |
| 2018         | 8           | 0           |
| 2019         | 9           | 0           |
| 2020         | 5           | 0           |
| 2021         | 14          | 0           |
| 2022         | 11          | 1           |
| 2023         | 5           | 0           |
| 2024         |             |             |
| 通算         | 104         | 3           |

## タイトル

### クラブ
アヤックス
- エールディヴィジ: 2010-11, 2011-12, 2012-13, 2013-14, 2018-19, 2020-21, 2021-22
- KNVBカップ: 2018-19, 2020-21
- ヨハン・クライフ・スハール: 2013,2019

マンチェスター・ユナイテッド
- FAカップ: 2015-16
- EFLカップ: 2016-17
- FAコミュニティ・シールド: 2016
- UEFAヨーロッパリーグ: 2016-17

バイエルン・ミュンヘン
- ブンデスリーガ: 2022-23

### 代表
- FIFAワールドカップ3位：2014[44]

### 個人
- アヤックス・タレント・オブ・ザ・イヤー：2007-08[45]
- アヤックス年間最優秀選手：2012-13[46]
- オランダ年間最優秀選手賞：2014[47]
- アムステルダム年間最優秀選手：2014[48]
- UEFAヨーロッパリーグ　ベストイレブン : 2016-17
- エールディビジ　ベストイレブン : 3回(2012-13, 2013-14, 2018-19)
- UEFAネーションズリーグ ベストイレブン : 2019